# آرنولفو دی کامبیو

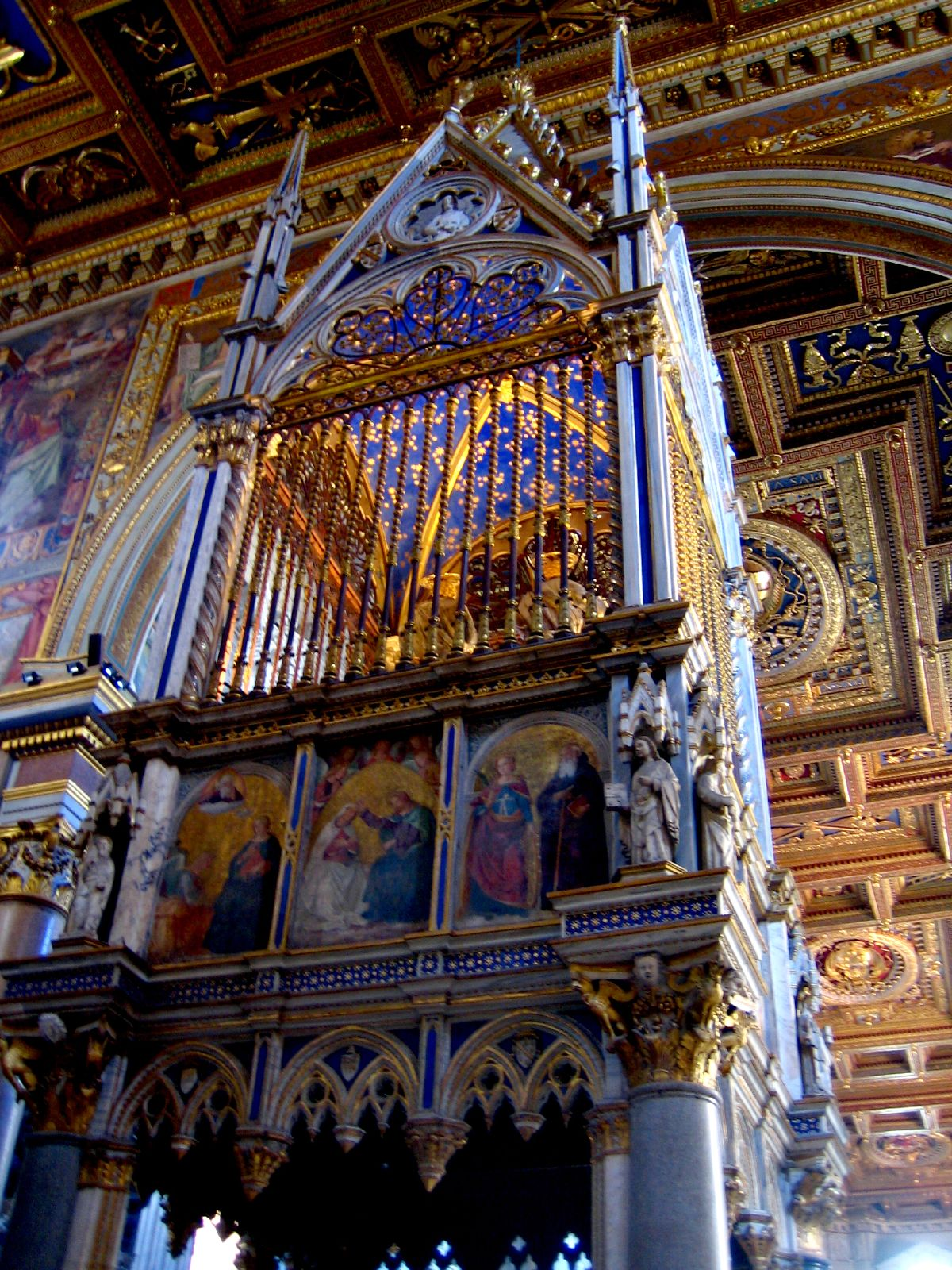
سیبوریوم بر فراز محراب مرتفع سنت جان لاتران از طرحی‌های آرنولفو دی کامبیو ساخته شده و با نقاشی‌های بارنا دا سینا در سال‌های ۱۳۶۷–۱۳۶۸ تزئین شده‌است. قفس بالا حاوی تکیه‌های نقره ای است که گفته می‌شود سرهای اس اس را نگه می‌دارد. پیتر و پل.

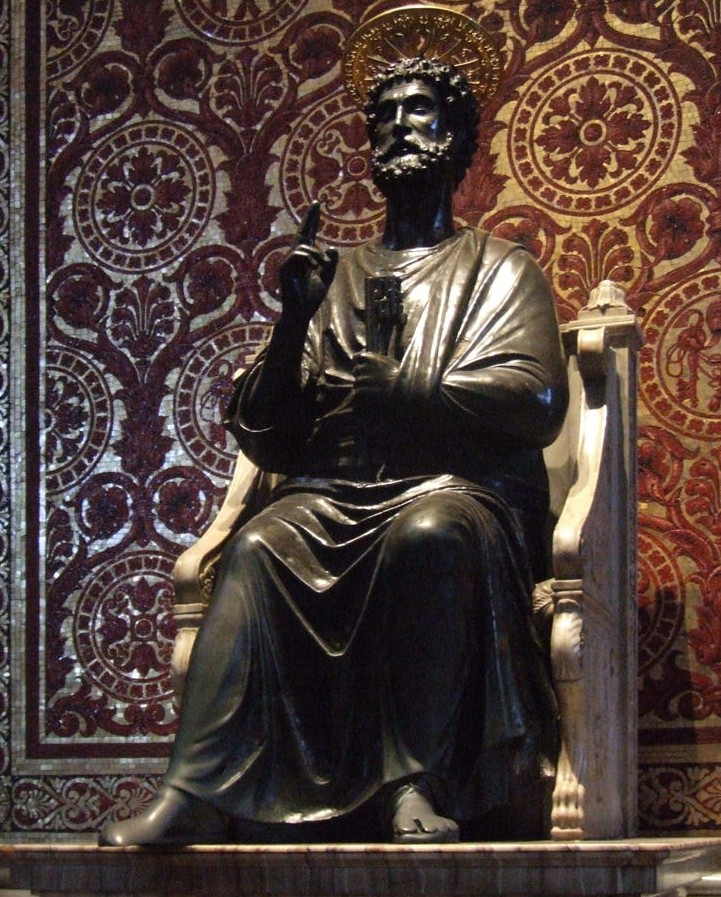
مجسمه سنت پیتر در کلیسای سنت پیتر، رم

آرنولفو دی کامبیو (حدود 1240 - 1300/1310) معمار و مجسمه‌ساز ایتالیایی بود. او کلیسای جامع فلورانس و ششمین دیوار شهر را در اطراف فلورانس (۱۲۸۴–۱۳۳۳) طراحی کرد، در حالتی که مهم‌ترین اثر باقی مانده از او به عنوان یک مجسمه‌ساز، مقبره کاردینال دو بوده‌است.

## زندگی‌نامه
آرنولفو در Colle Val d'Elsa، توسکانی متولد شد.

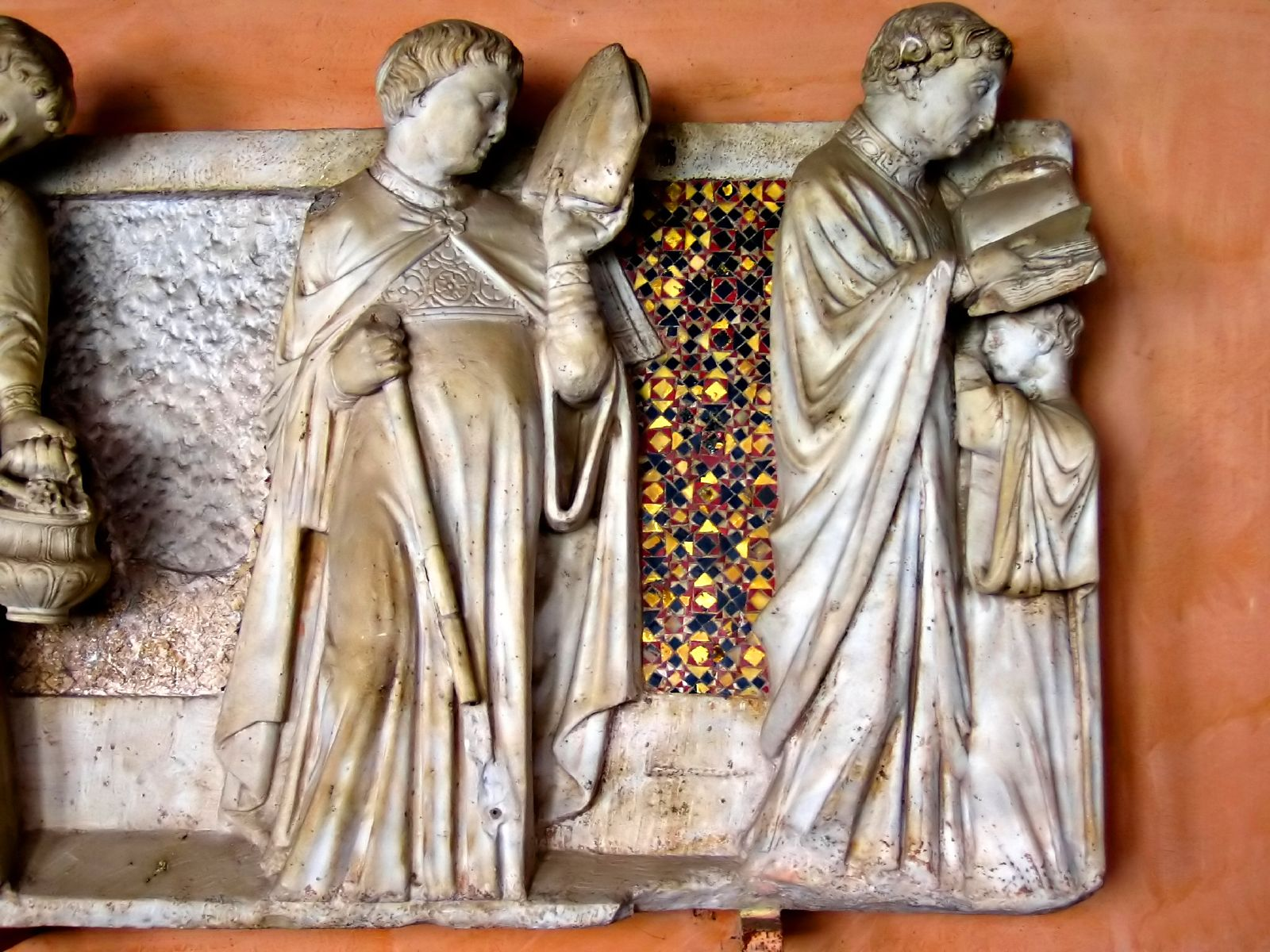
جزئیات مقبره ریکاردو کاردینال آنیبالدی، در سنت جان لاتران. این اولین کار مهم آرنولفو در رم بود.

او دستیار ارشد نیکولا پیزانو در منبر مرمر کلیسای جامع سیه‌نا برای دومو در کلیسای جامع سیه‌نا (۱۲۶۵–۱۲۶۸) بود، اما به زودی به‌طور مستقل روی مجسمه‌ای مقبره مهم کار کرد. در ۱۲۶۶–۱۲۶۷ او در رم برای شاه چارلز اول آنژو کار کرد و او را در مجسمه معروفی که در Campidoglio قرار دارد به تصویر کشید. در حدود سال ۱۲۸۲ او بنای یادبود کاردینال گیوم دو برای را در کلیسای سن دومنیکو در اورویتو به پایان رساند، از جمله یک مدونای بر تخت نشسته (یک ماستا) که برای آن مجسمه رومی باستانی از الهه Abundantia را به عنوان الگو انتخاب کرد. تاج و جواهرات مدونا مدل‌های عتیقه را بازتولید می‌کند. در رم، آرنولفو هنر Cosmatesque را دیده بود، و تأثیر آن را می‌توان در تزئینات داخلی و شیشه ای پلی کروم در کلیسای سنت پل خارج از دیوارها و کلیسای Santa Cecilia در Trastevere مشاهده کرد، جایی که او به ترتیب در سال‌های ۱۲۸۵ و ۱۲۹۳ در آنجا کار کرد. در این دوره او همچنین روی پیش‌سپیو سانتا ماریا ماگیوره، سانتا ماریا در آراکولی، بنای یادبود پاپ بونیفاس هشتم (۱۳۰۰) و مجسمه برنزی سنت پیتر در کلیسای سنت پیتر ساخت.
در سالهای ۱۲۹۴–۱۲۹۵ در فلورانس عمدتاً به عنوان معمار مشغول به کار شد. به گفته زندگینامه نویس او و جورجیو وازاری، مسئولیت ساخت کلیسای جامع شهر را بر عهده داشت، که برای آن مجسمه‌هایی را تهیه کرد که زمانی قسمت پایینی نما را که در سال ۱۵۸۹ تخریب شده بود تزئین می‌کرد.
مجسمه‌های باقی مانده از او اکنون در موزه کلیسای جامع هستند. در حالی که طراحی کلیسای سانتا کروچه به آرنولفو نسبت داده شده‌است، این موضوع بسیار مورد مناقشه است. وازاری همچنین طراحی شهری نودر سن جیووانی والدارنو را به او نسبت داد.
سبک آثار او گوتیک بوده‌است.
جورجیو وازاری بیوگرافی آرنولفو را در زندگی بهترین نقاشان، مجسمه سازان و معماران خود آورده‌است.

## آثار برگزیده

### معماری
- سانتا ماریا دل فیوره، کلیسای جامع فلورانس، ۱۲۹۶. طرح آرنولفو توسط معماران دیگر در قرن ۱۴ و ۱۵ گسترش یافت و تکمیل شد.

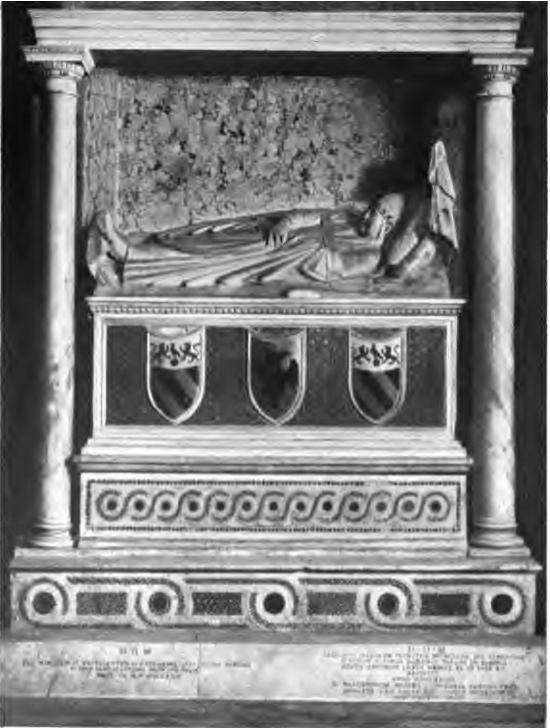
مقبره هونوریوس IV (ستون‌ها و میخ فوقانی مربوط به تاریخ متأخر هستند).

- Palazzo Vecchio در فلورانس، ۱۲۹۹.

### مجسمه‌سازی
- سنت پیتر مستقر در کلیسای سنت پیتر، اغلب به آرنولفو نسبت داده می‌شود.
- بنای یادبود پاپ آدریان پنجم (۱۲۷۶، منسوب) - سان فرانچسکو، ویتربو
- بنای یادبود ریکاردو کاردینال آنیبالدی (۱۲۷۶) - سان جووانی در لاترانو، رم[۶]
- مجسمه چارلز اول آنژو (۱۲۷۷) - Campidoglio، رم[۷]
- فواره مردم تشنه (فونتانا مینور) - پروجا
- مقبره کاردینال Guillaume de Braye (حدود 1282) - San Domenico، Orvieto[۸]
- بنای یادبود پاپ بونیفاس هشتم - موزه اپرا دل دومو - فلورانس